# Czauczik József
Czausig József (más forrásokban: Caucig, Czauczik, Czauczig) (Lőcse, 1781. április 2. – Lőcse, 1857. június 30.) festő.

## Életpályája
Tanulmányait a bécsi akadémián végezte el. Ezt követően visszatért szülővárosába, ahol oltár- és arcképfestészettel foglalkozott.

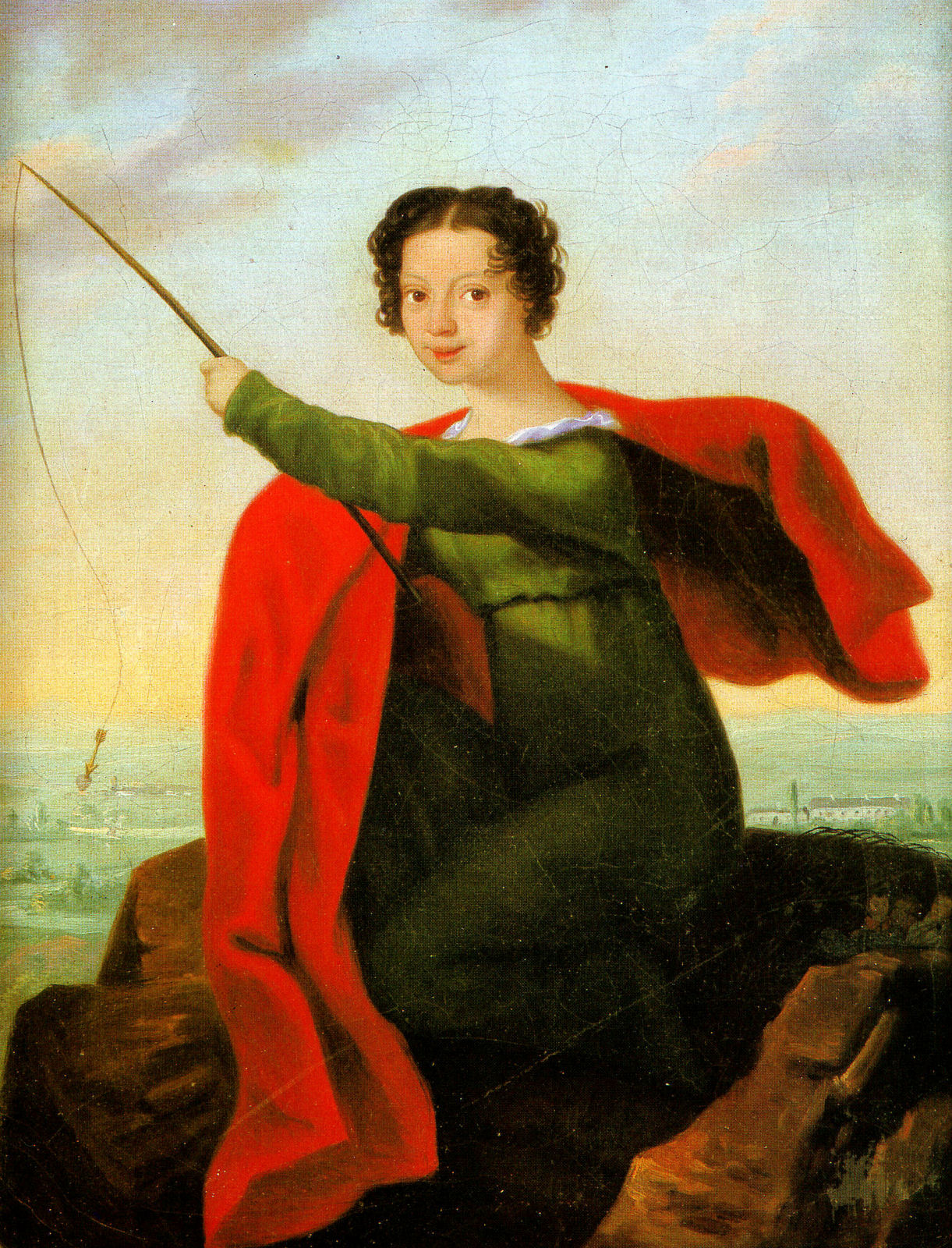
Czauczik József: Halászleány (1818)

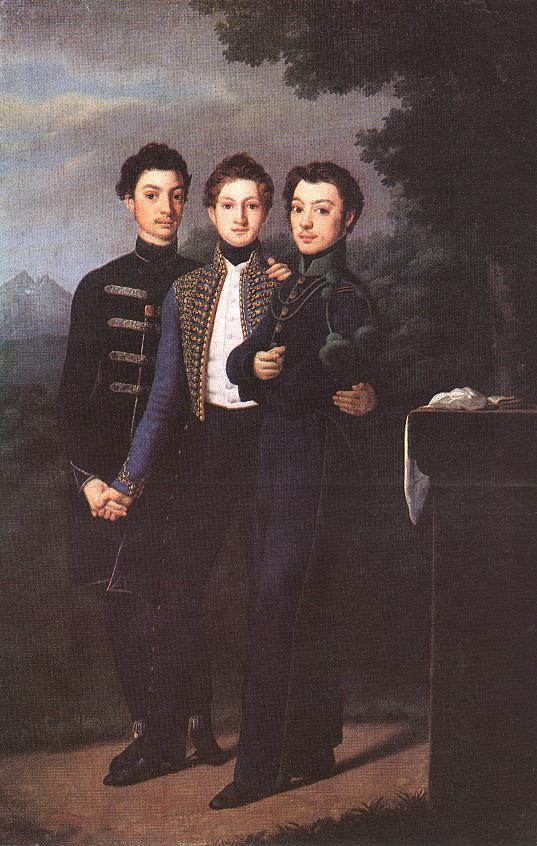
Három testvér (1828)

## Művei
- Halászleány (1818)
- Három testvér (1828)